# St. Anthony (Idaho)
St. Anthony ist eine Stadt in Fremont County im US-Bundesstaat Idaho in den Vereinigten Staaten. Die Einwohnerzahl ergab 3.342 bei der Volkszählung im Jahr 2000.

## Geographie
Nach Angaben des United States Census Bureau hat die Stadt eine Gesamtfläche von 3,4 km², darunter 0,76 % Wasserflächen.

## Demographie
Nach der Volkszählung im Jahr 2000 lebten hier 3.342 Menschen; es wurden 1.091 Haushalte und 819 Familien gezählt. Die Bevölkerungsdichte betrug 993 Einwohner pro km². Es wurden 1.218 Wohneinheiten erfasst. Ethnisch betrachtet setzte sich die Bevölkerung zusammen aus 89,1 % weißer Bevölkerung, 0,2 % Afroamerikanern, 0,7 % amerikanischen Ureinwohnern, 0,7 % Asiaten, 0,1 % Bewohnern aus dem pazifischen Inselraum und 7,1 % aus anderen ethnischen Gruppen; 2,2 % gaben die Abstammung von mehreren Ethnien an. 15,4 % der Einwohner waren spanischer oder lateinamerikanischer Abstammung.
Von den 1.091 Haushalten hatten 40,1 % Kinder oder Jugendliche, die mit ihnen zusammen lebten. 59,9 % waren verheiratete, zusammenlebende Paare, 11,5 % waren allein erziehende Mütter und 24,9 % waren keine Familien. 22,1 % waren Singlehaushalte und in 10,1 % lebten Menschen im Alter von 65 Jahren oder darüber. Die durchschnittliche Haushaltsgröße betrug 2,94, die durchschnittliche Familiengröße 3,47 Personen.
Die Bevölkerung verteilte sich auf 33,2 % unter 18 Jahren, 10,1 % von 18 bis 24 Jahren, 26,8 % von 25 bis 44 Jahren, 18,5 % von 45 bis 64 Jahren und 11,4 % von 65 Jahren oder älter. Das durchschnittliche Alter (Median) betrug 30 Jahre. Auf 100 weibliche Personen kamen 107,6 männliche Personen und auf 100 Frauen im Alter ab 18 Jahren kamen 109,8 Männer.
Das jährliche Durchschnittseinkommen eines Haushalts (Median) betrug 31.023 US-$, das Durchschnittseinkommen einer Familie 37.995 $. Männer hatten ein Durchschnittseinkommen von 26.625 $, Frauen 22.734 $. Das Pro-Kopf-Einkommen betrug 12.898 $. Unter der Armutsgrenze lebten 10,3 % der Familien und 15,6 % der Einwohner, darunter 20,8 % der Einwohner unter 18 Jahren und 14,2 % der Einwohner im Alter von 65 Jahren oder älter.

## Söhne und Töchter der Stadt
- Sherman P. Lloyd (1914–1979), Politiker
- Brad Harris (1933–2017), Bodybuilder und Schauspieler